# Saxifraga stellerana
Saxifraga stellerana là một loài thực vật có hoa trong họ Saxifragaceae. Loài này được Merk ex Ser. miêu tả khoa học đầu tiên.